# 1970 en musique
| \| • Retour à la chronologie générale de la musique populaire • \| |
| XXIe siècle • XXe siècle • XIXe siècle • XVIIIe siècle XVIIe siècle • XVIe siècle • XVe siècle • XIVe siècle XIIIe siècle • XIIe siècle • XIe siècle • Xe siècle IXe siècle • VIIIe siècle • Haut Moyen Âge • Rome • Grèce |
| • Retour à la chronologie générale de la musique populaire • |

| • Retour à la chronologie générale de la musique populaire • |

| Années de la musique populaire : 1967 - 1968 - 1969 - 1970 - 1971 - 1972 - 1973    |
| Décennies de la musique populaire : 1940 - 1950 - 1960 - 1970 - 1980 - 1990 - 2000 |

Cet article présente les faits marquants de l'année 1970 en musique.

## Faits marquants

### En France
- 36 millions de singles (45-tours et EP) sont vendus en France en 1970[1].
- Premier succès de Michel Sardou (Les Bals populaires).
- Décès de Luis Mariano et Bourvil.

### Dans le monde
- Premiers succès d'Elton John (Your song), Diana Ross (Reach out and touch), George Harrison (My sweet lord), Carlos Santana (Jingo) et The Carpenters (Close to you).
- Elvis Presley entame une série de shows triomphale sur la scène de l'International Hotel à Las Vegas, et se produit ensuite au Houston Astrodome devant 300 000 personnes.
- 26 janvier : Sortie du dernier album commun de Simon & Garfunkel, Bridge over Troubled Water, qui remporte six Grammys et devient l'album le plus vendu en Grande-Bretagne durant les années 1970.
- 10 avril : Paul McCartney annonce publiquement la rupture des Beatles.
- 26 août : Le Festival de l'île de Wight 1970 réunit 600 000 personnes. Parmi les artistes présents, figurent Jimi Hendrix, The Who, The Doors, Chicago et Joan Baez.
- Décès de Jimi Hendrix et Janis Joplin.

## Disques sortis en 1970
- Albums sortis en 1970
- Singles sortis en 1970

## Succès de l'année en France (singles)

### Chansons classées Numéro 1
Cette liste présente, par ordre chronologique, tous les titres s'étant classés à la première place des ventes durant l'année 1970.
- Jean-François Michaël : Adieu jolie Candy
- Joe Dassin : C'est la vie Lily
- Aphrodite's Child : It's Five O'Clock
- Mike Brant : Laisse-moi t'aimer
- Johnny Hallyday : Jésus Christ
- Rare Bird : Sympathy
- Mungo Jerry : In the Summertime
- Marc Hamilton : Comme j'ai toujours envie d'aimer
- Johnny Hallyday : Deux amis pour un amour
- Cat Stevens : Lady d'Arbanville
- Michel Sardou : J'habite en France
- Poppys : Noël 70

### Chansons francophones
Cette liste présente, par ordre alphabétique, tous les titres francophones s'étant classés parmi les 10 premières places des ventes hebdomadaires durant l'année 1970.
- Adamo : Petit Bonheur
- Adamo : Sois heureuse, Rose
- Alain Barrière : À regarder la mer
- Antoine : Ra-ta-ta
- Barbara : L'Aigle noir
- Bourvil & Jacqueline Maillan : Ça
- Claude François : C’est de l’eau, c’est du vent
- Claude François : Une petite larme m’a trahi
- Dalida : Darla dirladada
- Gilles Marchal : Pauvre Buddy river
- Hervé Vilard : Les anges du matin
- Jacques Dutronc : L’hôtesse de l’air
- Jane Birkin & Serge Gainsbourg : Je t'aime… moi non plus
- Jean-François Michaël : Adieu jolie Candy
- Joe Dassin : C'est la vie Lily
- Joe Dassin : L'Amérique
- Johnny Hallyday : Ceux que l'amour a blessé
- Johnny Hallyday : Jésus Christ
- Johnny Hallyday : Deux amis pour un amour
- Julien Clerc : Carthage
- Marc Hamilton : Comme j’ai toujours envie d’aimer
- Michel Delpech : Wight Is Wight
- Michel Polnareff : Dans la maison vide
- Michel Polnareff : Je suis un homme
- Michel Sardou : Les bals populaires
- Michel Sardou : J'habite en France
- Mike Brant : Laisse-moi t'aimer
- Mike Brant : Mais dans la lumière
- Mireille Mathieu : Pardonne-moi ce caprice d'enfant
- Mireille Mathieu : Donne ton cœur, donne ta vie
- Poppys : Noël 70
- Rika Zaraï : Balapapa
- Rika Zaraï : Tante Agathe
- Sacha Distel : Toute la pluie tombe sur moi
- Serge Prisset : Colombe ivre
- Sheila : Oncle Jo
- Sheila : Julietta
- Sheila : Reviens, je t’aime
- Zanini : Tu veux ou tu veux pas

### Chansons non francophones
Cette liste présente, par ordre alphabétique, tous les titres non francophones s'étant classés parmi les 10 premières places des ventes hebdomadaires durant l'année 1970.
- Aphrodite’s Child : It's Five O'Clock
- Black Sabbath : Paranoïd
- Cat Stevens : Lady d'Arbanville
- Deep Purple : Black Night
- Ekseption : 5th Symphony
- Ennio Morricone : L'homme à l'harmonica
- Free : All Right Now
- George Harrison : My Sweet Lord
- John Lennon : Instant Karma
- Jupiter Sunset : Back in the Sun
- Mardi Gras (en) : Girl I've Got News for You
- Mungo Jerry : In the Summertime
- Rare Bird : Sympathy
- Rare Earth : Get Ready
- Saint-Preux : Concerto pour une voix
- Simon et Garfunkel : El cóndor pasa
- Shocking Blue : Venus
- Shocking Blue : Never Marry a Railroad Man
- The Beatles : Come Together
- The Beatles : Let It Be

## Succès de l'année en France (albums)
Cette liste présente, par ordre alphabétique, les albums sortis en 1970 ayant obtenu une certification Platine ou Diamant en France.

### Disques de platine (plus de300 000 ventes)
- Barbra Streisand : Greatest hits
- Led Zeppelin : Led Zeppelin III
- Santana : Abraxas
- Simon & Garfunkel : Bridge over Troubled Water
- The Doors : Morrison Hotel

## Succès internationaux de l’année
Cette liste présente, par ordre alphabétique, les trente titres et albums ayant eu le plus de succès dans les charts internationaux en 1970,.

### Singles
- B. J. Thomas : Raindrops keep falling on my head
- Black Sabbath : Paranoïd
- Carpenters : (They long to be) Close to you
- Carpenters : We've only just begun
- Christie : Yellow River
- Creedence Clearwater Revival : Up Around the Bend
- Creedence Clearwater Revival : Lookin' Out My Back Door
- Creedence Clearwater Revival : Travelin' Band
- Edwin Starr : War
- Freda Payne : Band of Gold
- Free : All Right Now
- Frijid Pink : The House of the Rising Sun
- Guess Who : American woman
- John Lennon : Instant Karma
- Led Zeppelin : Whole Lotta Love
- Mungo Jerry : In the Summertime
- Neil Diamond : Cracklin' Rosie
- Norman Greenbaum : Spirit in the Sky
- Shocking Blue : Venus
- Simon & Garfunkel : Bridge over troubled water
- Simon & Garfunkel : El cóndor pasa
- Smokey Robinson : Tears of a Clown
- Steam : Na na hey hey (Kiss him goodbye)
- The Beatles : Let it be
- The Beatles : The Long and Winding Road
- The Jackson 5 : I Want You Back
- The Jackson 5 : I'll Be There
- The Jackson 5 : ABC
- The Kinks : Lola
- The Partridge Family : I think I love you

### Albums
- Black Sabbath : Paranoid
- Blood, Sweat & Tears : Blood, Sweat & Tears 3
- Bob Dylan : New Morning
- Carpenters : Close to you
- Chicago : Chicago II
- Creedence Clearwater Revival : Cosmo's Factory
- Creedence Clearwater Revival : Willy and the Poor Boys
- Crosby, Stills, Nash and Young : Déjà vu
- Deep Purple : In Rock
- Derek & The Dominos : Layla & other assorted love songs
- Elton John : Elton John
- George Harrison : All Things Must Pass
- Grateful Dead : American Beauty
- James Taylor : Sweet Baby James
- Jimi Hendrix : Band of Gypsys
- Joe Cocker : Mad dogs & englishmen
- Led Zeppelin : Led Zeppelin III
- Neil Young : After the Gold Rush
- Paul McCartney : McCartney
- Santana : Abraxas
- Santana : Santana
- Simon & Garfunkel : Bridge over Troubled Water
- The Beatles : Let it be
- The Beatles : Hey Jude
- The Doors : Morrison Hotel
- The Moody Blues : A Question of Balance
- The Rolling Stones : Get yer ya-ya's out!
- The Who : Live at Leeds
- Van Morrison : Moondance
- Woodstock

## Récompenses
- États-Unis : 13e cérémonie des Grammy Awards
- Europe : Concours Eurovision de la chanson 1970

## Formations et séparations de groupes
- Groupe de musique formé en 1970
- Groupe de musique séparé en 1970

## Naissances
- 9 janvier : Lara Fabian, chanteuse belge.
- 12 janvier : Zack de la Rocha, ancien chanteur du groupe Rage Against the Machine.
- 5 mars : John Frusciante, guitariste des Red Hot Chili Peppers.
- 18 mars : Queen Latifah, chanteuse et actrice américaine.
- 25 mars : Teri Moïse, chanteuse américaine.
- 30 mars : Cẩm Ly, chanteuse vietnamienne.
- 17 avril : Redman, rappeur américain.
- 27 mai : Benoit Carré, chanteur, compositeur et musicien français du groupe Lilicub
- 23 juin : Yann Tiersen, auteur-compositeur-interprète français.
- 24 juin : Glenn Medeiros, chanteur américain.
- 8 juillet : Beck, chanteur américain.
- 21 juillet : Rodolphe Cobetto-Caravanes, chanteur, musicien et réalisateur français.
- 31 juillet : Mickaël Furnon, chanteur et guitariste du groupe de rock français Mickey 3D.
- 15 août : Zoé Jadoul, chanteuse belge.
- 6 septembre : Dean Fertita, guitariste des groupes Queens of the Stone Age et Dead Weather
- 11 décembre : Gregori Baquet, acteur, chanteur, réalisateur et metteur en scène français.

## Décès
- 20 avril : Perry Bradford, auteur-compositeur, pianiste, chanteur et chef d'orchestre américain, né en 1893.
- 6 juin : Lonnie Johnson, chanteur et guitariste américain, pionnier du blues et du jazz, né en 1899.
- 14 juillet : Luis Mariano, chanteur d'opérette franco-espagnol
- 18 septembre : Jimi Hendrix, guitariste et chanteur américain
- 23 septembre : Bourvil, acteur et chanteur français
- 4 octobre : Janis Joplin, chanteuse américaine